# Localización de Anderson
En la Física de la materia condensada, la localización de Anderson, también conocida como localización fuerte, consiste en la ausencia de difusión de ondas en un medio desordenado. Este fenómeno está nombrado en honor al físico americano Philip Warren Anderson, quien fue el primero en sugerir la posibilidad de que un electrón pudiese localizarse al interior de un semiconductor si el grado de aleatoriedad de las impurezas o defectos es suficientemente grande.
La localización de Anderson es un fenómeno ondulatorio general aplicado al transporte de ondas electromagnéticas, acústicas, de espín, etc. Este fenómeno debe de distinguirse de la localización débil, la cual es el efecto precursor de la localización de Anderson (Ver abajo), y de la Localización de Mott, nombrada en honor a Sir Nevill Mott, donde la transición de comportamiento metálico del medio a comportamiento aislante no se debe al desorden, sino a una mutua repulsión de Coulomb entre electrones.

## Introducción
En el Modelo de enlaces fuertes de Anderson, la evolución de la función de onda ψ en una red d-dimensional
Zd está dado por la ecuación de Schrödinger
{\displaystyle i\hbar {\dot {\psi }}=H\psi ~,}
donde el Hamiltoniano H está dado por
{\displaystyle (H\phi )(j)=E_{j}\phi (j)+\sum _{k\neq j}V(|k-j|)\phi (k)~,}
con Ej arbitrarios e independientes, y una interacción V(r) que decae como r−2 en infinito. Por ejemplo, podemos tomar los Ej como uniformemente distribuidos en [−W,   +W], y
{\displaystyle V(|r|)={\begin{cases}1,&|r|=1\\0,&{\text{otherwise.}}\end{cases}}}
Comenzando con ψ0 localizada en el origen, estamos interesados en que tan rápido la distribución de probabilidad  {\displaystyle |\psi |^{2}} se difunde. El análisis de Anderson muestra lo siguiente:
- si d es 1 o 2 y W es arbitrario, o si d ≥ 3 y W/ħ es suficientemente grande, entonces la distribución de probabilidad permanece localizada:

{\displaystyle \sum _{n\in \mathbb {Z} ^{d}}|\psi (t,n)|^{2}|n|\leq C}
uniformemente en t. Este fenómeno es llamado  localización de Anderson.
- si d ≥ 3 y W/ħ es pequeño,

{\displaystyle \sum _{n\in \mathbb {Z} ^{d}}|\psi (t,n)|^{2}|n|\approx D{\sqrt {t}}~,}
dondeD es la constante de difusión.

## Análisis

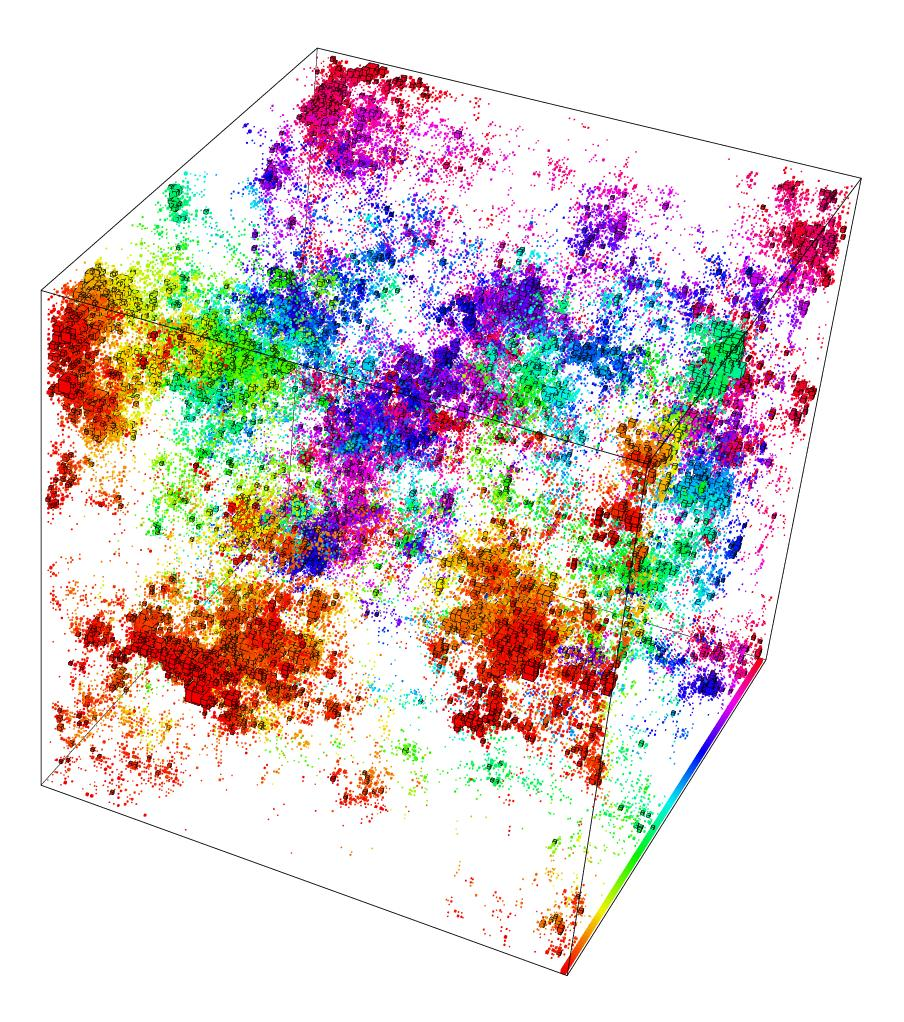
Example of a multifractal electronic eigenstate at the Anderson localization transition in a system with 1367631 atoms.

El fenómeno de localización de Anderson, particularmente el correspondiente a la localización débil, tiene origen en la interferencia entre los múltiples caminos dispersivos. En el límite de dispersión fuerte, la interferencia puede detener completamente las ondas dentro del medio desordenado.
Para electrones que no interactúan entre sí, un acercamiento muy exitoso fue logrado en 1979 por Abrahams et al.   Esta hipótesis de escala de la localización sugiere que una transición metal-aislante (MIT) inducida por el desorden existe para los electrones no interactuantes en 3 dimensiones y en ausencia de campos magnéticos y acoplamiento espín-órbita. Trabajos subsecuentes han apoyado estos argumentos de escala tanto analítica como numéricamente (Brandes et al., 2003). En 1D y 2D, la misma hipótesis muestra que no existen estados extendidos, por ende no existen MIT. Sin embargo, dado que 2 es la dimensión crítica del problema de localización, el caso 2D es en cierto sentido similar al caso 3D: los estados que están sólo marginalmente localizados para desórdenes débiles y un pequeño acoplamiento espín-órbita pueden llevar a la existencia de estados extendidos y por ende MIT. En consecuencia, las longitudes de localización de los sistemas 2D con desorden potencial puede ser grande tal que mediante acercamientos numéricos, podemos siempre encontrar una transición -localización-delocalización para el caso de tamaños decrecientes del sistema a desorden dijo o para el caso donde el desorden incrementa para un tamaño fijo del sistema.
La mayoría de los acercamientos numéricos al problema de localización usan el modelo estándar de enlace fuerte de Anderson Hamiltoniano con el potencial de desorden en sitio. Características de los autoestados están siendo investigadas para estudios de números de participación obtenidos mediante una diagonalización exacta, propiedades multifractales, estadística de niveles y muchos otros. Especialmente el provechoso método de transferencia-matriz (TMM) que permite un cálculo directo de las distancias de localización y valida la hipótesis de escalamiento mediante una prueba numérica de la existencia de una función de escala de un parámetro. Una solución numérica directa de las ecuaciones de Maxwell ha sido implementada para demostrar la localización de Anderson (Conti y Fratalocchi, 2008).

## Evidencia experimental
Dos reportes sobre la localización de Anderson en medios arbitrarios 3D existen hoy día (Wiersma et al., 1997 and Storzer et al., 2006; see Further Reading), a pesar de que la absorción complica la interpretación de los resultados experimentales (Scheffold et al., 1999). La localización de Anderson puede también puede ser observada en un potencial periódico perturbado donde la localización transversa de la luz es causada por fluctuaciones aleatorias en una red fotónica. Experimentos de localización transversa han sido reportados para redes 2D (Schwartz et al., 2007) y 1D  (Lahini et al., 2006). La localización de Anderson transversa de la luz también ha sido demostrada en un medio de fibra óptica (Karbasi et al., 2014). Ha sido también observado mediante la localización de un condensado de Bose-Einstein en un potencial óptico 1D  (Billy et al., 2008; Roati et al., 2008). Localización de Anderson para ondas elásticas en medios 3D desordenados ha sido reportada (Hu et al., 2008). La observación de MIT ha sido reportada en un modelo 3D con ondas de materia  (Chabé et al., 2008). lasers aleatorios pueden funcionar usando este fenómeno.